# 石田春夫
石田 春夫（いしだ はるお、1926年5月12日 - )は、日本の精神科医。

## 略歴
横浜市生まれ。父は国文学者・石田吉貞。
新潟大学医学部卒、1955年「神経症における若干の問題」で医学博士。横浜市立大学病院をへて、1957年国立横浜病院精神科医師。1965年パリ大学医学部、サンタンヌ精神病院に学ぶ。
リルケ、ボードレールを好み自ら小説も書いた。

## 著書
- 『不安の享楽 自由を失った存在』（河出書房、河出新書） 1955
- 『不安のエチュード』（塙書房、塙新書） 1970
- 『思春期の人間学』（三共出版） 1974
- 『檻の時間 石田春夫短編集』（昭和出版） 1978
- 『心の世界から 精神科医の記録』（白水社） 1980
- 『自己不安の構造』（講談社現代新書） 1981
- 『心の世界から 続』（白水社） 1981
- 『病める心の風景』（白水社） 1983
- 『セルフ・クライシス』（講談社現代新書） 1985
- 『人間がこわい』（講談社） 1986
- 『「ふり」の自己分析 他者と根源自己』（講談社現代新書） 1989
- 『心の地水火風 精神科医の安心法』（大法輪閣） 1996
- 『人は遊ぶ ホモ・ルーデンス再考』（近代文芸社） 2000

## 翻訳
- 『人間と性』（ポール・ショシャール、白水社、文庫クセジュ） 1971
- 『思春期』（ロベール・ラプラーヌ, ドゥニーズ・ラプラーヌ, ジェロー・ラファルグ共著、白水社、文庫クセジュ） 1972

## 論文
- <石田春夫